# 1950년대
1950년대는 1950년부터 1959년까지를 가리킨다.
1950년대는 전후 경제호황에 힘입어 제2차 세계 대전으로부터의 상흔을 회복하는 기간이었다. 출생률이 증가하고 베이비붐 세대가 나타나는 등 높은 인구성장률도 보였다. 이러한 회복에도 불구하고, 1940년대 후반에는 그리 심각하지 않던 냉전은 1960년대 초까지 미국과 소련 사이의 치열한 경쟁으로 발전했다. 공산주의와 자본주의의 이념적 충돌은 특히 북반구에서 1950년 발생한 한국전쟁부터 쿠바 혁명, 프랑스령 인도차이나에서 촉발된 베트남 전쟁, 1957년 스푸트니크 1호 발사에서 비롯한 우주 경쟁 등 1950년대를 지배했다. 또한 핵실험이 잦아지며 긴박한 지정학적 상황은 정치적으로 보수적인 분위기가 조성되도록 하였다. 미국에서는 매카시즘으로 알려진 감정적 반공주의의 물결이 의회에서 양원의 의회 청문회를 이끌어냈다. 아프리카와 아시아에서도 탈식민지화가 시작되었으며 가속되어갔다.

## 연표
- 1950년: 중국 인민해방군의 하이난섬 상륙 전역 승리로 제2차 국공 내전 종결. 한국 전쟁 개전. 티베트에서 제14대 달라이 라마 즉위.
- 1951년: 콜롬보 계획 시행. 샌프란시스코 강화 조약으로 일본과 미국 간 적대 관계 종결.
- 1952년: 유럽 방위 공동체 설립. 가말 압델 나세르의 이집트 혁명으로 파루크 1세가 퇴위하고 영국의 이집트 점령 종결. 조지 6세 사망. 엘리자베스 2세가 영국 연방 왕국 왕으로 즉위. 에바 페론 사망. 최초의 수소폭탄 폭발. 조너스 소크의 소아마비 백신 발명.
- 1953년: 캄보디아 독립. DNA의 이중나선 구조 규명. 최초의 에베레스트산 등정. 이란에서 모하마드 모사데그 실각. 한국 전쟁 휴전. 이오시프 스탈린 사망. 동독 폭동 사태로 라브렌티 베리야가 실각 후 처형되고, 게오르기 말렌코프와 니키타 흐루쇼프 간 권력 투쟁 시작. 엘비스 프레슬리의 음악 경력 시작.
- 1954년: 서유럽 연합 설립. 미국 연방 대법원의 브라운 대 토피카 교육위원회 재판에서 국공립학교에서의 인종 분리를 금지. 소련에서 최초의 원자력 발전. 제1차 인도차이나 전쟁 종결. 알제리 전쟁 시작. 제1차 타이완 해협 위기 시작.
- 1955년: 소련에서 니키타 흐루쇼프 집권. 바르샤바 조약 기구 설립. 제1차 수단 내전 시작. 제1차 타이완 해협 위기 종결. 반물질이 최초로 인공적으로 생성됨. 중앙 조약 기구 설립.
- 1956년: 수단과 튀니지 독립. 파키스탄 이슬람 공화국 수립. 헝가리 혁명이 소련군에게 진압됨. 가말 압델 나세르의 수에즈 운하 국유화로 제2차 중동 전쟁 개전. 브라질리아 건설 시작.
- 1957년: 스푸트니크 1호 발사로 우주 시대 시작. 가나 독립. 로마 조약으로 유럽 경제 공동체 설립. 해럴드 맥밀런이 영국 총리로 취임. 최초의 경구 피임약 처방. 말라야 연방 독립.
- 1958년: 프랑스 제5공화국 수립. 중화인민공화국 대기근 시작. 미국 항공우주국과 연방항공국 설립. 핵군축캠페인의 상징인 평화 기호가 최초로 사용됨. 광 디스크와 콤팩트 카세트 발명. 진먼 포격전.
- 1959년: 쿠바 혁명. 알래스카와 하와이가 미국의 주로 승격됨. 티베트 봉기로 제14대 달라이 라마가 망명. 최초의 후천면역결핍증후군 발병 보고. 최초의 달의 뒷면 촬영. 리치 밸런스와 버디 홀리가 비행기 사고로 사망. 세계 인구 30억 돌파.